# Stropitoare

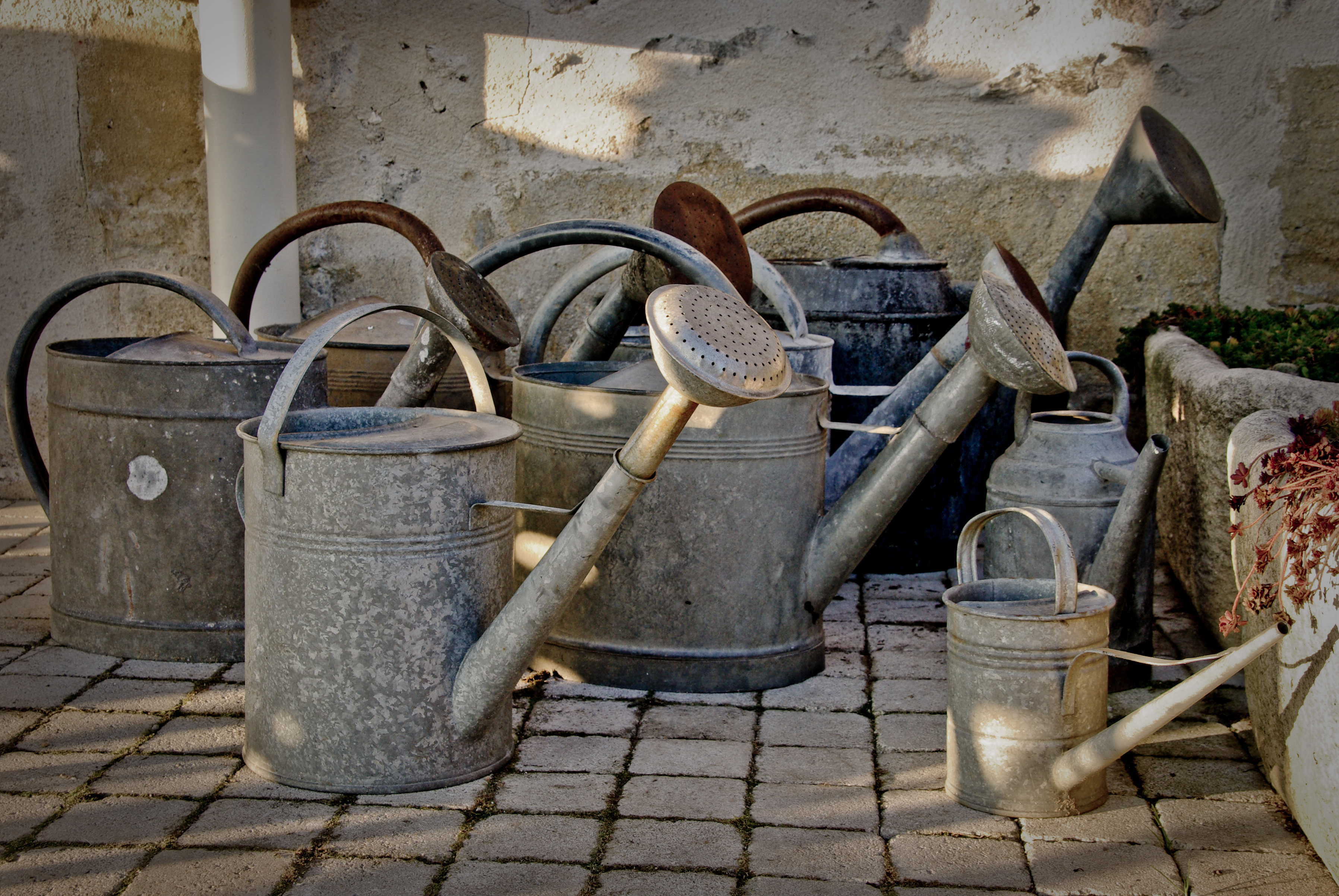
Stropitori din tablă

O stropitoare este un recipient din metal, plastic și alte materiale, cu mâner și o țeavă la capătul căreia se află dispozitiv în formă de sită prin care se pulverizează apa. Este folosită la stropitul grădinilor.